# Congocepheus involutus
Congocepheus involutus är en kvalsterart som beskrevs av Sandór Mahunka 1997. Congocepheus involutus ingår i släktet Congocepheus och familjen Carabodidae. Inga underarter finns listade i Catalogue of Life.